# Constantino V Coprônimo
Constantino V, dito Coprónimo ("o esterco"), foi imperador bizantino de 741 a 775. Ele era filho e sucessor do imperador Leão III, o Isauro e sua esposa Maria.

## Biografia
Seu epíteto pejorativo Kopronymos deriva de kopros (fezes) e onoma (nome). Utilizado por seus inimigos iconódulos, vinha do fato de ele ter supostamente defecado na pia batismal quando era criança. Casou com Tzitzak, filha de um casar, que foi rebatizada Irene ("paz"), em 732. Sua sucessão foi calma, mas logo sua autoridade foi posta em cheque.
Constantino cruzava a Ásia Menor para lutar contra o califa omíada Hixame ibne Abedal Maleque, em 741 ou 742 quando foi atacado pelas forças de seu cunhado, Artavasdo. Derrotado, Constantino buscou refúgio em Amório, enquanto o vitorioso chegava a Constantinopla e era coroado novo imperador. Em maio de 743, Artavasdo foi derrotado por Constantino, que também havia derrotado seu sobrinho, Nicetas, e retornado a Constantinopla.

## Questão iconoclasta
Em 754, Constantino reuniu um sínodo em Hieria composto basicamente por bispos iconoclastas. O sínodo aprovou as novas leis religiosas e um novo patriarca, também iconoclasta, Constantino II. Seguiu-se uma campanha para remover imagens de igrejas e uma perseguição a monges, que, em sua maioria, eram iconódulos. Muitos fugiram para a Itália e para a Sicília. A repressão aos ícones chegou ao limite quando as imagens começaram a ser consideradas heréticas. Constantino, um hábil general, reorganizou o império e também seu exército para que não acontecessem mais revoltas. Desse modo, partiu para novas conquistas.

## Guerras
Em 746, Constantino invadiu a Síria e relocou os cristãos nos Bálcãs. Em 745, entrou em guerra com o Império Búlgaro e venceu várias batalhas. No último desses ataques, morreu em 14 de setembro de 775. Os iconódulos consideraram sua morte uma bênção divina. No século IX, depois da restauração da veneração dos ícones, seus restos mortais foram desenterrados e jogados ao mar. Seu filho Leão IV, o Cazar o sucedeu.

## Descendência
Constantino se casou três vezes. Em 25 de janeiro de 750, Constantino e sua primeira esposa, Tzitzak tiveram um filho, Leão, que sucederia ao pai como Leão IV, o Cazar. Em seguida, ele se casou com Maria, com quem não teve filhos. Finalmente, ele se casou com Eudócia, com quem teve seis filhos:
- Nicéforo. Nomeado césar em 769. Teófanes relata que ele teria se envolvido em diversas conspirações contra imperadores. A primeira em maio de 776 contra seu meio-irmão mais velho, Leão IV, o Cazar. Ele foi chicoteado e exilado. A segunda, em setembro de 780, contra sua cunhada, a imperatriz-regente Irene. Desta vez, ele foi confinado num mosteiro. A terceira, em agosto de 792, contra seu sobrinho Constantino VI. Ele foi cegado e confinado numa residência imperial. Quarta, em outubro de 797, contra Irene, que havia deposto o filho. Ele foi exilado para a cidade de Atenas, terra da imperatriz. Afinal, em 812, contra Miguel I Rangabe. Ele foi exilado num lugar chamado Afousia, em algum lugar no mar de Mármara, e, aparentemente, desta vez para sempre.
- Cristóvão. Presume-se que seja o segundo filho. Nomeado césar em 769. Teófanes relata que ele apoiou o irmão Nicéforo em várias de suas campanhas. Exilado para um mosteiro em 780. Teve a língua arrancada em 792 e foi cegado em 799.
- Nicetas. Presume-se que seja o terceiro filho. Nomeado nobilíssimo em 769. Teófanes relata que ele apoiou o irmão Nicéforo em várias de suas campanhas. Exilado para um mosteiro em 780. Teve a língua arrancada em 792 e foi cegado em 799.
- Ântimo. Presume-se que seja o quarto filho. Nomeado nobilíssimo pelo meio-irmão Leão IV em 775. Exilado para um mosteiro em 780. Teve a língua arrancada em 792 e foi cegado em 799.
- Eudócimo. Presume-se que seja o quinto filho. Nomeado nobilíssimo pelo meio-irmão Leão IV em 775. Exilado para um mosteiro em 780. Teve a língua arrancada em 792 e foi cegado em 799.
- Santa Antusa, a Jovem (757-809). Uma piedosa freira, recusou a oferta de Irene para compartilhar com ela a regência durante a minoridade de Constantino VI.[2]